# Parlamentsvalget i Portugal 1899
Parlamentsvalget i Portugal 1899 blev afholdt i Portugal den 26. november 1899. Resultat var valgsejr for Partido Progressista, der vandt 91 mandater.

## Resultater
| Parti                           | Stemmer | % | Mandater | +/– |
| ------------------------------- | ------- | - | -------- | --- |
| Partido Progressista            |         |   | 91       | +3  |
| Partido Regenerador             |         |   | 39       | +16 |
| Partido Republicano Português   |         |   | 3        | New |
| Andre partier og uafhængige     |         |   | 5        | +2  |
| Ugyldige/blanke stemmer         |         | – | –        | –   |
| Total                           |         |   | 138      | +24 |
| Registrerede vælgere/deltagelse | 551.437 |   | –        |     |
| Kilde: Nohlen & Stöver          |         |   |          |     |

Resultaterne udelukker de seks pladser vundet på nationalt plan, og dem fra oversøiske territorier.